# 李義府
李 義府（り ぎふ、614年 - 666年）は、中国・隋末から唐初にかけての政治家。瀛州饒陽県の人。

## 略歴
幼少より、利発であったとされ、とくに文筆の能力に長けたといわれる。弱冠20歳を過ぎたころ、剣南道巡察大使であった李大亮に最初に抜擢され門下省典儀に任ぜられてより頭角を現す。その才覚に唐の二代皇帝太宗の覚えもめでたかったとされ、監察御史から太子舎人、更に中書舎人を相次いで歴任し、同時期には『晋書』編纂にも加わって、兼修国史・弘文館学士にも列せられるなどし、重用されるようになる。
李治が高宗として即位し三代皇帝となると、いちはやく武氏に接近。武一族の実力者である武元爽らと気脈を通じて、武照（後の武則天）を高宗の皇后に立てることにいち早く賛同、水面下で画策する。このとき、朝廷内では、中立を保っていた于志寧以外の当代の実力者であった長孫無忌と褚遂良は武氏立后に対して反対したが、残る宿老格の李勣の「国事ではなく皇帝の私事」という反応により、事実上、立后が容認されることとなる。以後、武后の威光を借りて政敵である反対派・長孫無忌、褚遂良らを失脚させることに成功、次第に勢力を確立し李勣と実力を二分するまでになる。
そして、中書侍郎・同中書門下三品として宰相に就任。吏部尚書と任を兼ね官吏の人事権を一手に握ったが、この頃から専横を強めるようになり収賄汚職、賄賂政治が日常的に横行したとされる。そして、武后とも確執を生み、武后派の李勣ら廷臣とも激しく対立。今度は一転し、高宗を担ぎ出し保身を図ったが、663年に唐政を著しく失墜させたという罪を糾弾されて崔州に配流となった。これ以後は政治にほとんど介入する事がなくなり、その3年後、この世を去る。享年53。
彼の復権と報復を恐れていた廷臣たちのなかには、義府が卒した報を聞いて心から安堵したという者が少なくなかったといわれる。

## 人物像
文化人という顔を持ち、政務に長けただけでなく、一見して性格は温厚な人物であったと伝わる。また、人との対話のときには、笑みを絶やさず接するため、表立って義府を嫌うものがいなかった。しかし、その腹の裏で思いもよらぬ画策を常にめぐらせていることが多く、これに騙され、とんだ制裁を受ける羽目になるものも多かった。『旧唐書』にある「笑いに刀を隠す」の語は、義府の人柄と行いを言い表したものとして伝えている。また、上辺は柔らかいのに物を害するので、李猫とも言われていた。